# Lagodechi

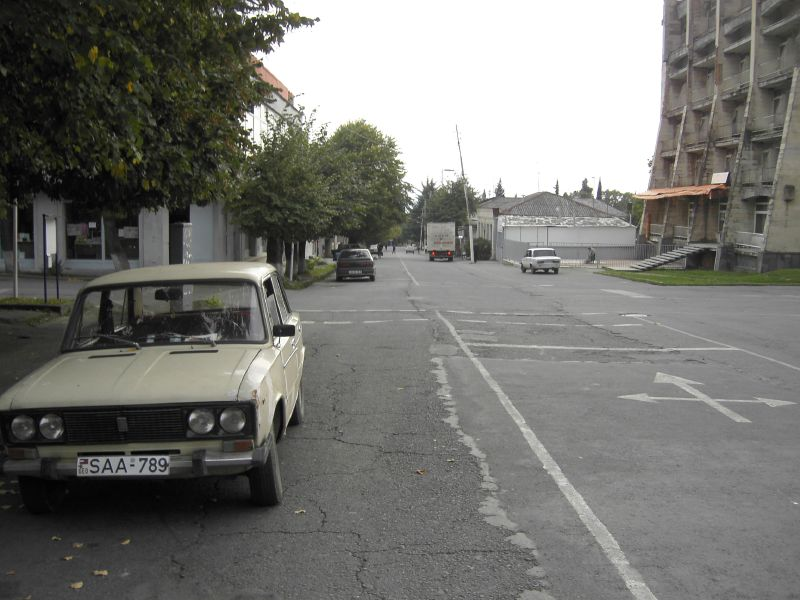
Straße in Lagodechi

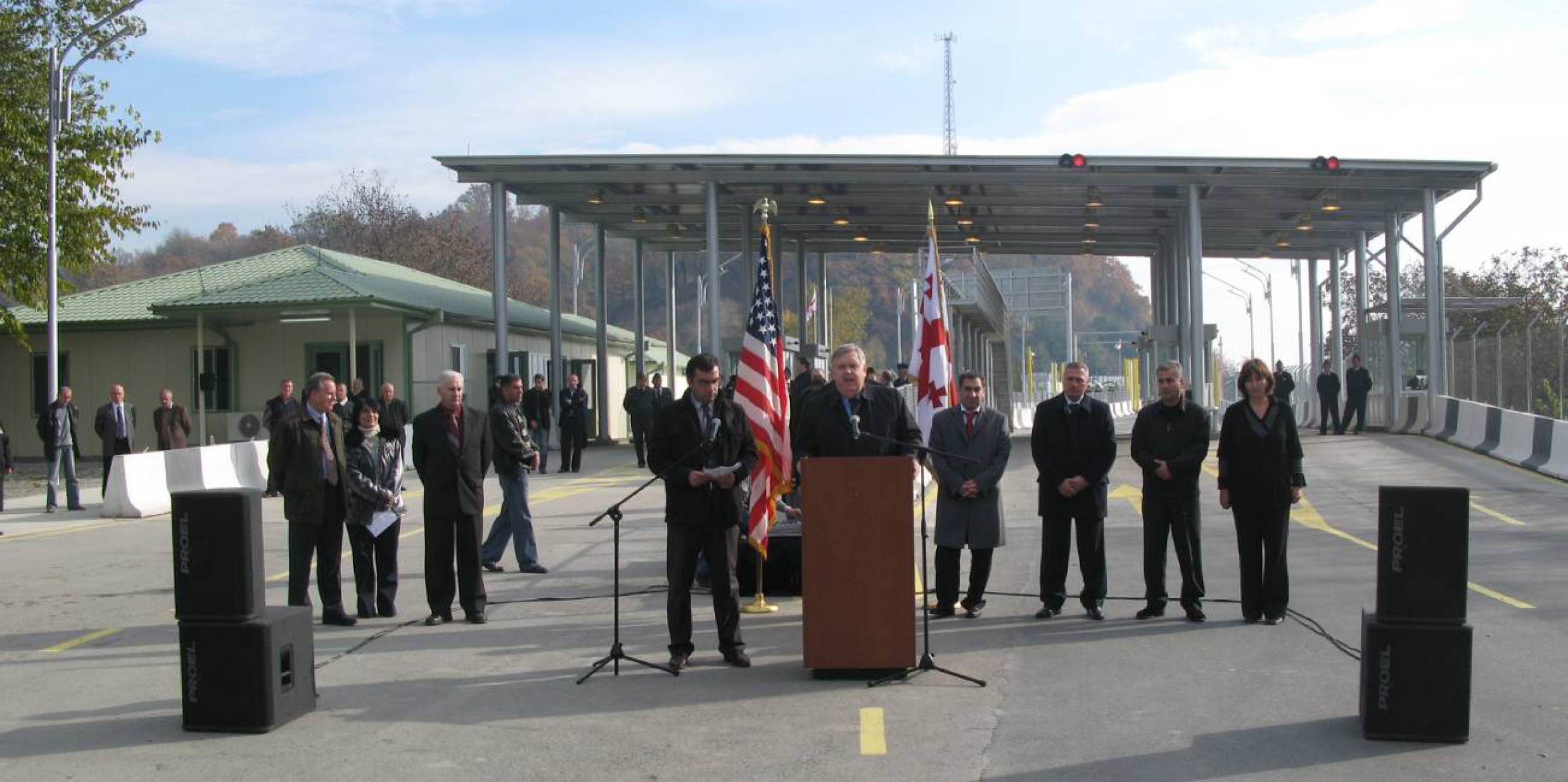
Eröffnung des mit US-amerikanischer Hilfe errichteten neuen Grenzübergangs nach Aserbaidschan unweit Lagodechi (November 2008)

Lagodechi (georgisch ლაგოდეხი) ist eine Stadt im Osten Georgiens, in der Region Kachetien. Sie ist Verwaltungssitz der gleichnamigen Munizipalität Lagodechi und hat etwa 5918 Einwohner (2014).

## Lage
Lagodechi liegt etwa 125 Kilometer Luftlinie östlich der georgischen Hauptstadt Tiflis. Die Hauptstadt der Region Kachetien, Telawi, liegt etwa 70 Kilometer westlich.
Der Hauptkamm des Großen Kaukasus beginnt unmittelbar nordöstlich von Lagodechi aus dem Alasani-Tal aufzusteigen. Der Alasani ist ein linker Nebenfluss des Kura. Das Dreiländereck Georgiens mit Russland und Aserbaidschan befindet sich etwa 15 Kilometer nordöstlich von Lagodechi. Der in der Nähe, aber bereits auf dem Territorium von Dagestan liegende Tschodoridag erreicht eine Höhe von 3569 m.

## Bevölkerung
Die Mehrheit der Bevölkerung wird von ethnischen Georgiern gestellt. In der Munizipalität ist der Bevölkerungsanteil an Aserbaidschanern mit 23,04 % relativ hoch (2014): Lagodechi grenzt direkt nordöstlich an Aserbaidschan an.

## Geschichte
Der Ort wurde im 8. Jahrhundert erstmals erwähnt, als er zur Provinz Heretien gehörte. Seit dem 11. Jahrhundert, als Lagodechi mit dem Gebiet zum Königreich Kachetien kam, befindet sich dort ein georgisch-orthodoxes Kloster, bis heute Sitz einer der Eparchien dieser Kirche.
In der sowjetischen Periode wurde der Ort Verwaltungszentrum eines gleichnamigen Rajons, erhielt zunächst den Status einer Siedlung städtischen Typs und 1962 die Stadtrechte.
Einwohnerentwicklung
| Jahr | Einwohner |
| ---- | --------- |
| 1959 | 6924      |
| 1970 | 8329      |
| 1979 | 8514      |
| 1989 | 9517      |
| 2002 | 6567      |
| 2014 | 5918      |

Anmerkung: Volkszählungsdaten

## Kultur und Sehenswürdigkeiten
In den oberhalb der Stadt zur russischen Grenze ansteigenden Bergen des Großen Kaukasus erstreckt sich der Lagodechi-Nationalpark.

## Wirtschaft und Verkehrsinfrastruktur
In der Stadt gibt es Betriebe der Nahrungs- und Genußmittelindustrie (Tabak, Wein, Fruchtkonserven, ätherische Öle). Sie ist von einem Landwirtschaftsgebiet umgeben.
Durch Lagodechi verläuft die Fernstraße S5 von Tiflis zur aserbaidschanischen Grenze. Der Grenzübergang befindet sich etwa fünf Kilometer östlich der Stadt. Auf der aserbaidschanischen Seite schließt sich die Fernstraße M5 an; dort ist die nächstgelegene Stadt das weitere gut zehn Kilometer entfernte Balakən. Die Lagodechi nächstgelegene Bahnstation in Georgien befindet sich in der in südwestlicher Richtung knapp 40 Kilometer entfernten Stadt Znori, wo eine Stichbahn von der Strecke Tiflis – Telawi endet.

## Persönlichkeiten
- Dschumber Patiaschwili (* 1939), Politiker